# Producto de Euler

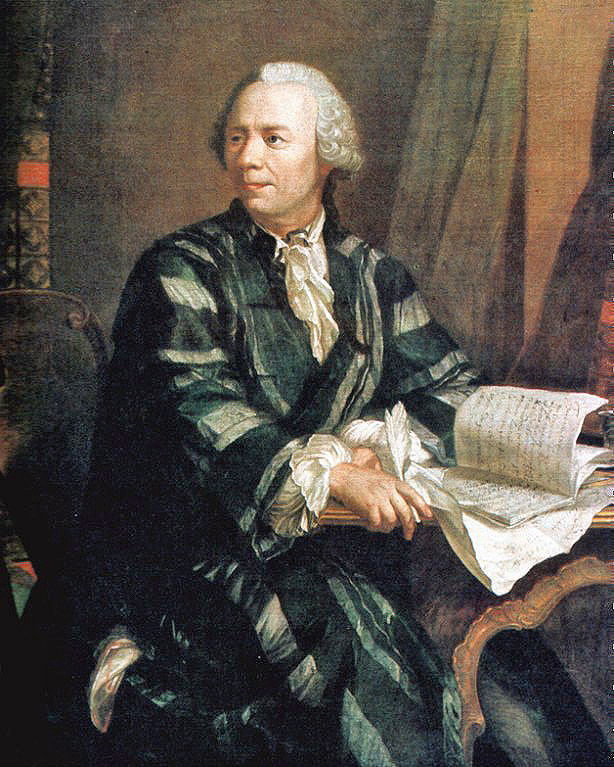
Leonhard Euler.

En matemática, un producto de Euler es la expansión de un producto infinito, indexado por números primos p de una serie de Dirichlet. El nombre surge del caso especial de la función zeta de Riemann, cuya representación en forma de producto, fue demostrada por Leonhard Euler en 1737.

## Definición
En general, una serie de Dirichlet de la forma:

{\displaystyle \sum _{n}a(n)n^{-s}\,}

donde a(n) es una función multiplicativa de n, puede ser escrita de la forma:

{\displaystyle \prod _{p}P(p,s)\,}

donde P(p,s) es la suma:

{\displaystyle 1+a(p)p^{-s}+a(p^{2})p^{-2s}+\cdots }.

En efecto, si se consideran estas como funciones generadoras de manera formal, la condición necesaria y suficiente para la existencia del producto de Euler equivalente a la serie es que a(n) sea multiplicativa, o sea, que a(n) sea igual al producto de a(pk) para los distintos factores primos p que componen n.
Un caso importante es cuando a(n) es una función totalmente multiplicativa, donde se cumple que P(p,s) es una serie geométrica. Entonces

{\displaystyle P(p,s)={\frac {1}{1-a(p)p^{-s}}}}

como puede ser el caso de la función zeta de Riemann, donde a(n) = 1, y más generalmente, para los caracteres de Dirichlet.
En la práctica, todos los casos importantes a tener en cuenta son las series y productos infinitos que son absolutamente convergentes en cierta región

{\displaystyle \operatorname {Re} (s)>C}

o sea, en la parte derecha del semiplano formado por números complejos. Esto da también alguna información, dado que el producto infinito, al converger, debe dar un valor distinto de cero, y también que la función dada por la serie infinita no es cero en dicho semiplano.

## Ejemplos de productos de Euler
- El producto de Euler correspondiente a la función zeta de Riemann (véase aquí), usando también la suma de series geométricas es:

{\displaystyle \zeta (s)=\sum _{n=1}^{\infty }n^{-s}=\prod _{p}{\Big (}\sum _{n=0}^{\infty }p^{-ns}{\Big )}=\prod _{p}(1-p^{-s})^{-1}}.

- El producto de Euler de la función de Möbius {\displaystyle \mu (n)} es:

{\displaystyle {\frac {1}{\zeta (s)}}=\prod _{p}(1-p^{-s})=\sum _{n=1}^{\infty }\mu (n)n^{-s}}.

- Productos más específicos derivados de la función zeta son:

{\displaystyle {\frac {\zeta (2s)}{\zeta (s)}}=\prod _{p}(1+p^{-s})^{-1}=\sum _{n=1}^{\infty }\lambda (n)n^{-s}}

donde {\displaystyle \lambda (n)=(-1)^{\Omega (n)}} es la función de Liouville, y

{\displaystyle {\frac {\zeta (s)}{\zeta (2s)}}=\prod _{p}(1+p^{-s})=\sum _{n=1}^{\infty }|\mu (n)|n^{-s}}.

- De manera similar

{\displaystyle {\frac {\zeta (s)^{2}}{\zeta (2s)}}=\prod _{p}\left({\frac {1+p^{-s}}{1-p^{-s}}}\right)=\prod _{p}(1+2p^{-s}+2p^{-2s}+\cdots )=\sum _{n=1}^{\infty }2^{\omega (n)}n^{-s}}

donde {\displaystyle \omega (n)} cuenta el número de divisores primos distintos de n y {\displaystyle 2^{\omega (n)}} el número de divisores de la forma cuadrado libre.
Si {\displaystyle \chi (n)} es el carácter de Dirichlet del conductor {\displaystyle N}, tal que si {\displaystyle \chi } es totalmente multiplicativa y {\displaystyle \chi (n)} solo depende de n modulo N, y {\displaystyle \chi (n)=0} si n no es coprimo con N, entonces:

{\displaystyle \prod _{p}(1-\chi (p)p^{-s})^{-1}=\sum _{n=1}^{\infty }\chi (n)n^{-s}}.

Aquí es conveniente omitir los números primos p que dividen al conductor N del producto.
Ramanujan, es sus cuadernos, trató de generalizar el producto de Euler para la función zeta en la forma:

{\displaystyle \prod _{p}(x-p^{-s})\approx {\frac {1}{\operatorname {Li} _{s}(x)}}}

para s > 1 — donde Lis (x) es la función polilogaritmo — buscando la forma de obtener potencias primas como raíces de cierta función f(x,s). Para x=1 el producto de arriba es justamente {\displaystyle 1/\zeta (s)}.